# Complejo Monte Amiata
El Complejo Monte Amiata es un conjunto de viviendas en el barrio Gallaratese de Milán, en Italia, diseñado por los arquitectos Carlo Aymonino y Aldo Rossi a fines de la década de 1960. Se lo conoce también como "el Dinosaurio Rojo" por las fachadas rojizas de sus edificios y por su forma inusual. El proyecto es muy conocido dentro de la comunidad internacional de arquitectos, y reconocido como uno de los que mejor representa las ideas de Aymonino de las ciudades como texturas turbulentas, intricadas y variadas, un paradigma que es conocido como "fragmentismo".
El complejo toma su nombre del Monte Amiata, y ocupa un terreno de 120,912 m² limitado por las calles Via Cilea y Via Enrico Falck. 
El conjunto está compuesto por cinco elementos: dos bloques de ocho pisos, un edificio en tira alargada de tres pisos, otro edificio-tira de tres pisos (que se diferencia por sus fachadas blancas y su galería con columnas en planta baja), y una estructura que los inerconecta; agrupándose todos alrededor de un área central con un anfiteatro amarillo a cielo abierto, y dos plazas pequeñas y triangulares. La complejidad del perfil del conjunto se ve enriquecida por una serie de pasajes, balcones, elevadores, expansiones y puentes que conectan los edificios entre sí y permiten una amplia variedad de recorridos peatonales.
El complejo fue concebido como una micro-ciudad utópica dentro de la misma ciudad, basado en las ideas de Aymonino y Rossi, enfatizando la relación entre los bloques de vivienda y su contexto urbano. Aymonino y Rossi mencionaron especialmente a la Unité d'Habitation de Marsella como fuente principal de inspiración, aunque su objetivo fue el de mejorar el modelo creado Le Corbusier. Rossi también se inspiró en las pinturas de Giorgio de Chirico al diseñar uno de los cinco bloques, el más pequeño.
En los primeros años luego de su construcción, el conjunto fue tomado por familias sin techo. En 1974 fue desalojado, y luego convertido en un condominio para clase media.